# Tur Langton
Tur Langton – wieś w Anglii, w hrabstwie Leicestershire, w dystrykcie Harborough. Leży 17 km na południowy wschód od miasta Leicester i 128 km na północny zachód od Londynu.